# Percy Brice
Percy Brice (* 25. März 1923 in New York City; † 2020) war ein US-amerikanischer Jazz-Schlagzeuger und Perkussionist.
Percy Brice studierte Klavier und Violine; er begann seine Karriere in der Band von Luis Russell 1944. Danach arbeitete er  1945/46 bei Benny Carter und 1947 bei Mercer Ellington, dann in Rhythm and Bluesbands etwa bei Eddie „Cleanhead“ Vinson, Tab Smith, sowie bei Cootie Williams, Oscar Pettiford, Lucky Thompson und Tiny Grimes. In den 1950er-Jahren leitete Brice auch kurz eine eigene Formation; dann arbeitete er in den Piano-Trios von Billy Taylor (1954–56) und George Shearing bis 1958. Außerdem wirkte Bruce mit Shearing in einem Film mit (The Big Beat). Ende der 1950er-Jahre war er als freischaffender Musiker rund um New York City tätig und spielte unter anderem mit Künstlern wie Herbie Mann, Kenny Burrell und Sarah Vaughan. Mit ihr ging er auch auf eine Südamerika-Tournee. Ab 1961 arbeitete er in der Begleitband von Harry Belafonte; eine Zusammenarbeit, die annähernd acht Jahre dauern sollte, danach für Carmen McRae, Mary Lou Williams (Black Christ of the Andes, 1964) und Ahmad Jamal.
In den 1970er-Jahren arbeitete Brice vorwiegend in Broadway-Showbands und begleitete eine Stepptanz-Gruppe namens The Copasetics. Außerdem trat er auf Jazzfestivals auf und war an verschiedenen Plattensessions beteiligt. Mit Tab Smith bildete er vor dessen Tod ein Duo, dessen Repertoire Jazzmusik von den 1920er- bis zu den 1950er-Jahren umfasste. In den 1980ern arbeitete er mit Illinois Jacquet.

## Diskographische Hinweise
- Billy Taylor Trio with Earl May and Percy Brice (Prestige Records, 1954/55)